# Strawinsky-fontein

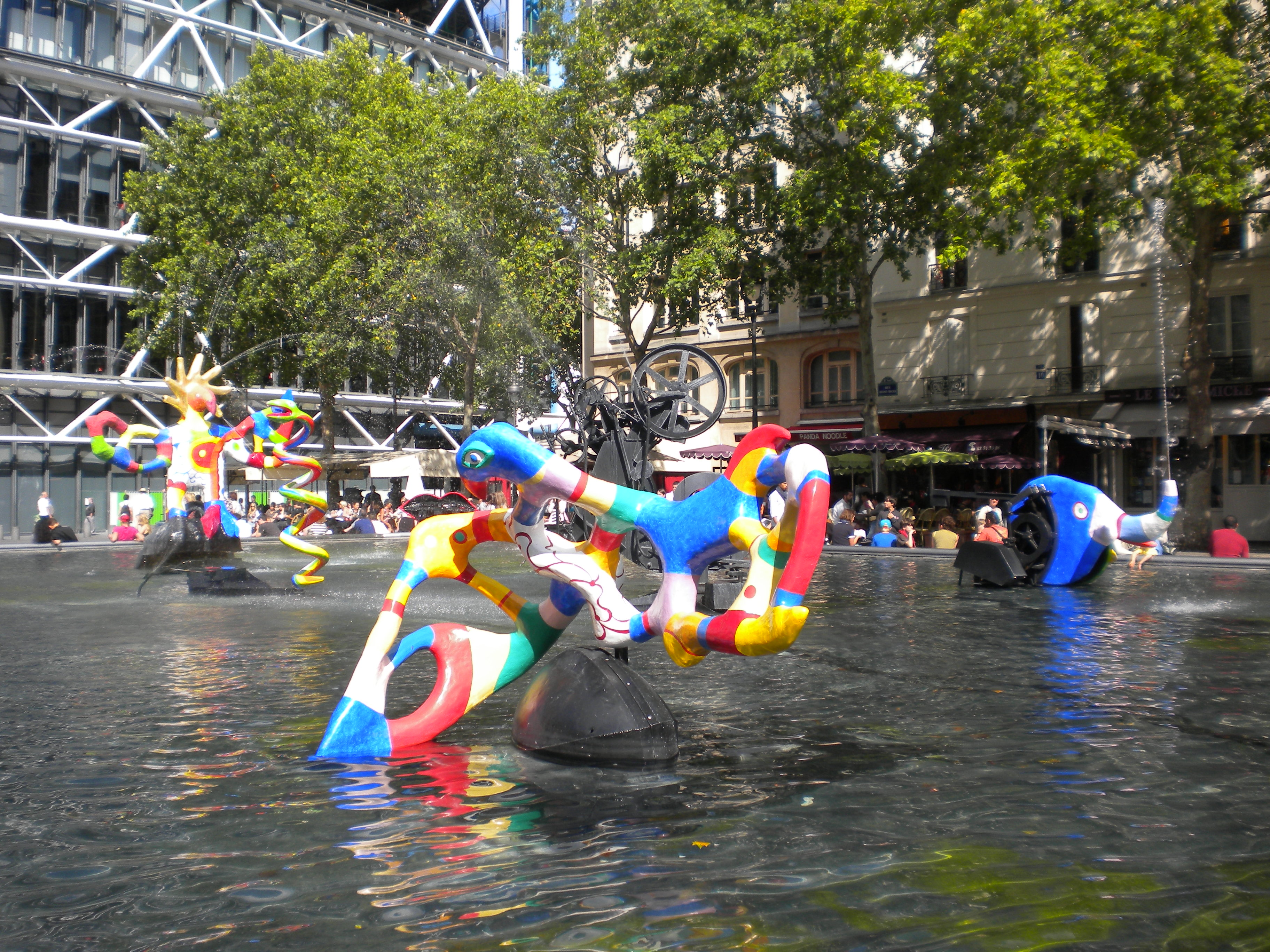

De Strawinski-fontein (Frans: Fontaine Stravinsky), ook wel Tinguely-fontein genoemd, is een fontein bij het Igor Stravinsky-plein (Place Igor Stravinski), gelegen tussen het Centre Georges Pompidou en de Église Saint-Merri in Parijs. De fontein is ontworpen en in 1982 en 1983 uitgevoerd door de Zwitserse kunstenaars Jean Tinguely en zijn levenspartner, de Française Niki de Saint Phalle.